# بجلیشی
شهر بجلیشی (به روسی: Бјелиши) در کشور مونته‌نگرو واقع شده‌است. جمعیت این شهر ۱٬۴۲۲ نفر  است.